# 奔向大海
奔向大海（英文：Race to the sea；法文：Course à la mer；德文：Wettlauf zum Meer；荷兰文：Race naar de Zee）或译为向大海进军，是发生在第一次世界大战早期的一次军事行动，大约从1914年9月17日持续至10月19日。第一次马恩河战役(9月5日-12日)后，德第一方面军遭到法军和英国远征军侧翼的打击，不得已退回法国东北部。英法联军随后发动第一次埃纳河战役(9月13日–28日)试图通过皮卡第、阿图瓦和佛兰德斯省向北包抄德军右翼，而德军也向北机动以反制包抄，双方的小规模遭遇战从法国北部一直延伸至北海，不过没有一方能取得击溃敌军阵线的决定性胜利。这次事件是一次大战由运动战转为堑壕战的重要标志。10月19日，从安特卫普围城战中撤下来的比军占领滨海的迪普斯迈德，结束了这场“竞赛”。
陷入僵持后，德法两军都试图取得一场决定性的胜利，这直接导致了10月16日至11月2日的伊瑟河战役和持续时间更长的第一次伊珀尔战役。在这两次战役中攻防双方伤亡相当大，然而都并未能取得显著战果。11月中旬，战斗基本停息，两军在驻地进行休整并准备1915年开春新的进攻。由于施蒂芬计划失败加之身体原因，埃里希·冯·法金汉已于9月14日接任德军总参谋长（最高陆军指挥部首长）职务，他认为德军既无法在西线打破僵局，也无法立即在东线击溃俄军，于是决定至少要与三个敌人中的一个媾和，摆脱德国被三面夹击的困境。
在冬季休战期间，法国军官逐渐建构起了一套堑壕战的战术体系，这套体系之后衍生出了许多一战中的标准战术。渗透战术，即先派出轻步兵绕过敌方的火力点，占领其他要点，等其被孤立出再动用火炮等重武器彻底消灭之。在1915年5月9日-6月18日的第二次阿图瓦战役中，法军首次使用飞机引导炮兵集中轰炸敌军阵地。1915年的1月7日和25日，法金汉发布备忘录，指示留下小股部队无限期坚守原阵地并在阵线后方建设防御工事，以此抽调出大批部队驰援东线。在媾和无望的情形下，法金汉决定先集中优势兵力击败腐朽的沙俄帝国，使德国获得乌克兰和白俄罗斯丰富的资源，再回到西线与两大殖民帝国进行消耗战。西线（Westheer）很快便开始大规模地建造野战工事，不过这些工事直至1915年秋季仍未完工。

## 背景

### 战略构想与发展

#### 第十七号计划
在第十七号计划中，法国要在和平时期维持五个集团军，并且还要有预备师进行配合，在法军主力的两翼也要有一定数量的预备师，总计二百万人。这些集团军要集中在埃皮纳勒，南锡和凡尔登-沙勒维尔-梅济耶尔对德一线，还有一个预备集团军要驻守在圣默努和科梅尔西。法国吸取了普法战争中的教训，在1871年的铁路修建完成后，法军总参谋部拥有16条铁路可以将法军送往对德前线，而德国则只有13条，因此一旦战争爆发，法国人可以等德军意图明朗后再行出击。法军的布防位置针对的是德军从洛林和比利时发起的攻击，法国人已经预料到了德国会启用预备役，不过他们认为德国人会将大部分的预备役部队放在东线，这样德军受限于人数就会将攻势控制在在桑布尔河和马斯河以南。法国情报部门在1905年就得到了一份德军总参谋部的推演地图，内容显示德军仅会在马恩河以北围攻比利时的堡垒以吸引比军兵力。
这份计划是第十六号计划的改进版，预料到了德国由比利时东南部向默兹河的进军以及可能的从洛林向凡尔登，南锡和孚日圣迪耶发起的攻击，并且在如何防范德国从比利时的进攻方面更加详细。第一，第二和第三集团军集中在埃皮纳勒和凡尔登以应对阿尔萨斯-洛林方面德军的进攻；第五集团军布防在色当，蒙梅迪与默兹河一带；第四集团军布置在凡尔登以西，若德军从比利时方向进攻则可以打击其南翼，若德军从洛林进犯则可以夹击其北翼。英国远征军没有安排具体任务，但在1911年的第二次摩洛哥危机后，法国建议英军的六个师布防在莫伯日附近。

#### 施蒂芬-毛奇计划
自1891年以来，德国的战略都是对法进攻，对俄防守。德国的战争计划是综合考虑了交战双方军队人数，动员与集结速度和武器装备的差距后制定的。如果正面发动攻击，在法俄都已经建成现代化防线的情况下德军势必伤亡巨大且收效甚微，于是阿尔弗雷德·冯·施里芬（1891-1906年间任德军总参谋长兼最高陆军指挥部首长）设计了从法军防线侧翼进攻的计划，这样德军就能保证在进攻地段对法军形成人数优势并迅速取得一场决定性的胜利。1906年，根据施里芬计划，若战争爆发德军将从比利时中部挺进法国，这样德军就将位于法第一、第二和第三集团军组成的法国北部防线之侧翼，向南可直接威胁巴黎。同年赫尔穆特·约翰内斯·路德维希·冯·毛奇（小毛奇）接任总参谋长，他考虑到法军可能不会按德军的假设行事，对原计划进行了微调。他对德军的集结与调动进行了改进，目的在于为德军将从比利时中部发起的攻击留足空间，同时他还加强了阿尔萨斯-洛林，即德军左翼的兵力，这样一旦计划有变，德国还能同时从南北方向出击，可以作为一套备用方案。然而毛奇的改进实际上使计划变得有些模棱两可，他削弱了德军至关重要的、能快速结束战斗的右翼，而原计划的关键就在于速战速决。按照毛奇的构思，德军将在西线集结起170万人，在穿越比利时中部后直插法国南部腹地，位于法国东部的法军主力将被挤压向德军左翼的马斯河、埃纳河、索姆河、瓦兹河、马恩河与塞纳河（他或许想不到在战争的四年中上述的每一条河流都会被双方士兵用鲜血染红），法军将无法撤向法国中部，最后被从北方和洛林方向突进的德军夹击围歼。

#### 边境战役（8月7日-9月13日）

1914年的法国、德国、比利时和卢森堡边境（放大版）

“边境战役”是对法军在第一次马恩河战役前所有军事行动的总称。自1914年8月4日起，德法与比利时军队就在南比利时发生了一系列的小规模遭遇战。米卢斯战役（8月7日-10日的阿尔萨斯战役）是一战中法国首次主动向德国发动攻击，法军通过这场战役成功占领了德属阿尔萨斯-洛林的米卢斯，不过8月11日德军发起反击，将法军赶回贝尔福。8月14日，法第一集团军进攻莫朗日，第二集团军进攻萨尔堡(8月14日–20日)，标志着洛林战役(8月14日–25日)开始。8月17日，法军攻破距莫朗日不远的萨兰堡，翌日进占萨尔堡。19日，法军收复米卢斯，但在德军的反击下不得不于当日撤出。
8月20日，德国调动4个集团军从洛林发动全面反攻，德第6和第7集团军将法军赶出阿尔萨斯-洛林后越过边境进攻法国本土，攻势凌厉直逼南锡，法军拼死才将德军挡在该市东郊。第4与第5集团军在19日就穿越阿登地区向讷沙托推进。凑巧的是在20日法第三和第四集团军为了策应法国在洛林地区的攻势也在穿越阿登山区，两支军队在浓雾中相遇，法国人还以为是掩护部队，为了保证行动隐蔽性，德军并未向法军发动进攻。21日，法军辨认出德军部队后急忙开火，阿登战役（8 月 21 日至 28 日）爆发。23日法军顶不住攻势开始无序向后撤退，第三集团军在第5集团军的追击下撤往凡尔登，第四集团军撤往斯特奈，德军完全收复了自洛林战役以来法军占领的德国领土，沙爾姆峽战役（8月26日-28日）后德军的这次反攻才被挡住。
8月7日，德军占领列日，英国远征军开始登陆法国，法军也越过德法边境向德国发动进攻。8月12日，德军步骑协同进攻哈伦，但在哈伦战役中比军成功阻挡住了德国人。16日，英军的4个步兵师和1个骑兵师全部抵达法国，当日最后一批驻守在列日要塞中的比军被迫向德国投降。18日，由于首都已受到威胁，比利时政府迁出布鲁塞尔，次日，比利时军队开始向安特卫普撤退，那慕尔门户洞开。8月20日，德军包围隆维和那慕尔，与此同时第五集团军已经在桑布尔河集结起来，面向沙勒弥尔以北朝河；以东朝那慕尔要塞的方向。在其左侧，安德烈·索尔代将军指挥的骑兵军已经与英国远征军在蒙斯形成了防线。